# Мехикоорма
Ме́хикоорма (эст. Mehikoorma), на местном диалекте Мехикуурма, ранее У́змень, И́змень, Изме́нка — посёлок в волости Ряпина уезда Пылвамаа, Эстония.
До административной реформы местных самоуправлений Эстонии 2017 года входила в состав волости Меэкси уезда Тартумаа.

## География и описание
Расположен на западном берегу озера Ляммиярв, в месте, где оно самое узкое (2 км). Расстояние до волостного центра — города Ряпина — 18 км, до уездного центра — города Пылва — 35 км. Высота над уровнем моря — 33 метра.
Климат умеренный. Официальный язык — эстонский. Почтовые индексы: 62511, 62594 (до востребования).

## Население
По данным переписи населения 2021 года, в Мехикоорма насчитывалось 205 жителей, из них 150 (73,2 %) — эстонцы.
По данным переписи населения 2011 года, в посёлке проживали 186 человек, из них 149 (80,1 %) — эстонцы.
Численность населения посёлка Мехикоорма по данным переписей населения:
| Год  | 1959 | 1970  | 1979  | 1989  | 2000  | 2011  | 2021  |
| ---- | ---- | ----- | ----- | ----- | ----- | ----- | ----- |
| Чел. | 432  | ↘ 351 | ↘ 252 | ↗ 344 | ↘ 257 | ↘ 186 | ↗ 205 |

## История
Мехикоорма впервые упомянут в 1242 году в связи с Ледовым побоищем (рус. Узмень). В источниках 1472–1473 годов упоминаются Измень, Изменка, с Ызмены, 1582 года — Mehikorm, 1588 года — Zmiena, 1592 года — Miechikorm albo Zmiena, 1630 года — Mehekorm eller Issmein, 1601 года — Issemen, 1627 года — Isemeenen, Krug zu Isemeenen (корчма), 1686 года — Ismeen, Ismoyn, 1782 года — Mehhikoorm, 1798 года — Ismene, 1805 года — Dorf Mehhekorm.
Традиционное русское название Изменка происходит, вероятно, от архаичного топографического слова узмень — ′узкое место, пролив, залив′. Место Ледового побоища — «на Узмени» — это узкое место между островом Пийриссаар и мысом Сиговец. Сопоставление названия Изменка со словом «измена» является более поздним народным вымыслом.
В 1528 году в этом месте упомянута церковь (Mehikorm), и с 1680 года до Северной войны окрестности Мехикоорма составляли самостоятельный приход (кихельконд), позднее ставший приходом Ряпина (эст. Räpina kihelkond).
В 1811 году в Мехикоорма была открыта сельская школа.
В посёлке действует Мехикоормаская церковь Преображения Господня. Вспомогательная община Пейпсияэре Мехикоорма прихода Ряпина изначально состояла в основном из русских, и с 1882 года начала проводить службы в школах и в крестьянских домах. С 1918 по 1931 год священники Ряпина проводили службы (в том числе и литургии) в обычном крестьянском доме. В 1931—1933 годах была построена удлинённая церковь с бревенчатыми стенами, с более узкой алтарной частью и пирамидальной колокольней (архитектор Анатолий Подчекаев), в 1937 году её обшили деревянными досками. Стоимость строительства составила 2010 крон. Церковь была освящена в 1933 году митрополитом Александром.
В советское время в посёлке находился центр Мехикоормаского отделения рыболовецкого колхоза «Пейпси калур» (до 1975 года Рыболовецкого колхоза им. В. И. Ленина). Часть земель посёлка относилась к колхозу «Рахвасте сыпрус» (с эст. «Дружба народов»).
В 1950-е годы на расположенной на кладбище Мехикоорма братской могиле советских воинов, павших во Второй мировой войне (исторический памятник с 1997 до 2023 года, число захороненных — 200 (по другим данным 176)), был установлен памятник с надписью «Вечная слава героям, павшим за свободу и независимость нашей Родины в Великой Отечественной войне 1941—1945».
13 сентября 1969 года на стене Мехикоормаского маяка была установлена мемориальная доска, посвящённая Мехикоормаскому десанту (известному как Лане-Мехикоормаская десантная операция советских войск), и высадке на этом месте в сентябре 1944 года частей 2-й ударной армии, в состав которой входил Эстонский стрелковый корпус. Позже мемориальная доска была переустановлена на камне рядом с маяком. Надписи на доске гласили (на эст. языке): «16–19 VIII 1944 на этом месте 191-я стрелковая дивизия и другие части 3-го Прибалтийского фронта наголову разбили немцев» и «5–19 X 1944 здесь высадились 2-я ударная армия Ленинградского фронта и Эстонский стрелковый корпус».
В протоколе от 30 ноября 2022 года рабочая группа по советским памятникам при Госканцелярии Эстонии (РГСП) признала мемориальную доску и памятник на братской могиле советских воинов «красными монументами»: доска подлежала удалению из общественного пространства, а памятник подлежал замене на т.н. «нейтральный». Мемориальная доска была удалена весной 2023 года, тогда же вместо советского обелиска на поверхности земли была установлена тёмно-серая плита на белой плите несколько большего размера и с табличкой на эстонском языке «Жертвы Второй мировой войны» (см. Список советских военных памятников Эстонии).
26 августа 2006 года в Мехикоорма был открыт мемориальный камень, посвящённый эстонским воинам, сражавшимся во время Второй  мировой войны за восстановление государственной независимости Эстонии (автор проекта Кальо Вест (Kaljo West), памятник выполнил Куно Рауде (Kuno Raude)).

## Инфраструктура
По состоянию на 2023 год в посёлке работали детские ясли, основная школа (в 2002/2003 учебном году 82 ученика, в 2009/2010 учебном году — 32)), аптека, продуктовый магазин торговой сети «Coop», рыбный магазин рыболовецкого предприятия «Latikas OÜ», порт и пограничный кордон. На берегу озера есть благоустроенный пляж и гостевой дом.
В нынешнем здании поселковая школа работает с 1965 года. В школе ранее были также классы с русским языком обучения, с 1998 года обучение ведётся только на эстонском языке. В связи с небольшим количеством учащихся работа проходит в объединенных классах.
В деревне находится маяк Мехикоорма — самый высокий маяк на Чудском озере (высота 15 м, диаметр 3 м). Он был построен в 1938 году взамен деревянного маяка и работал на ацетилене.

## Памятники культуры
- Руины Мехикоормаской лютеранской церкви,  памятник архитектуры[30]

Церковь была построена в 1895—1896 годах как вспомогательная церковь Ряпинаской церкви. Проект разработал архитектор Рейнхольд Гулеке, мастер-строитель — Йоханнес Хоппе (Johannes Hoppe). Церковь пострадала во время Второй мировой войны и с августа 1944 года находится в руинах. Община прихода Эстонской евангелическо-лютеранской церкви в Мехикоорма (принадлежит Выруской епархии) для церковных служб использует дом пастората.
- Кладбище Мехикоорма,  исторический памятник[31]

Является действующим кладбищем. На нём расположены братские могилы павших в Освободительной войне и во Второй мировой войне.

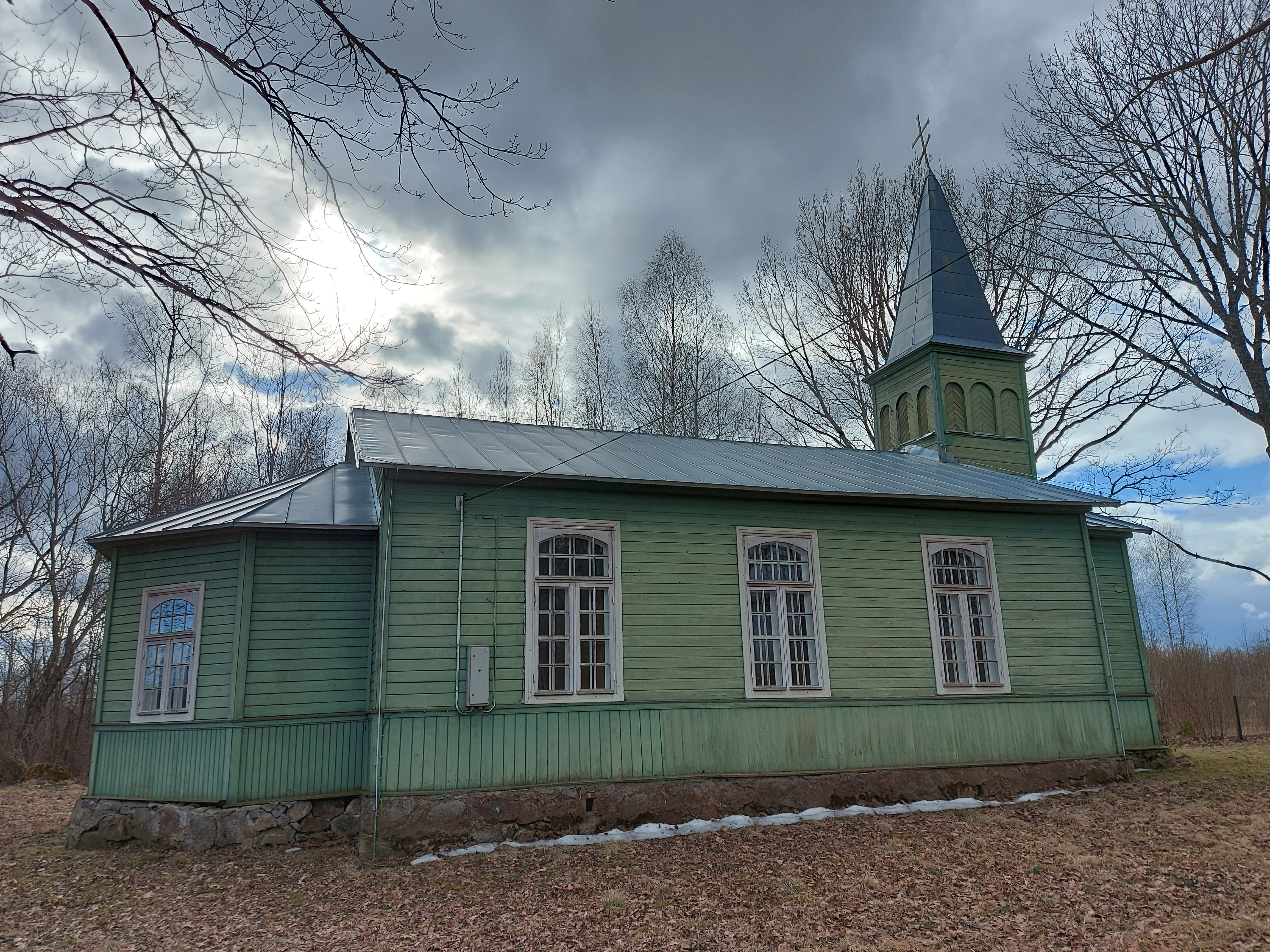
Мехикоормаская церковь Преображения Господня
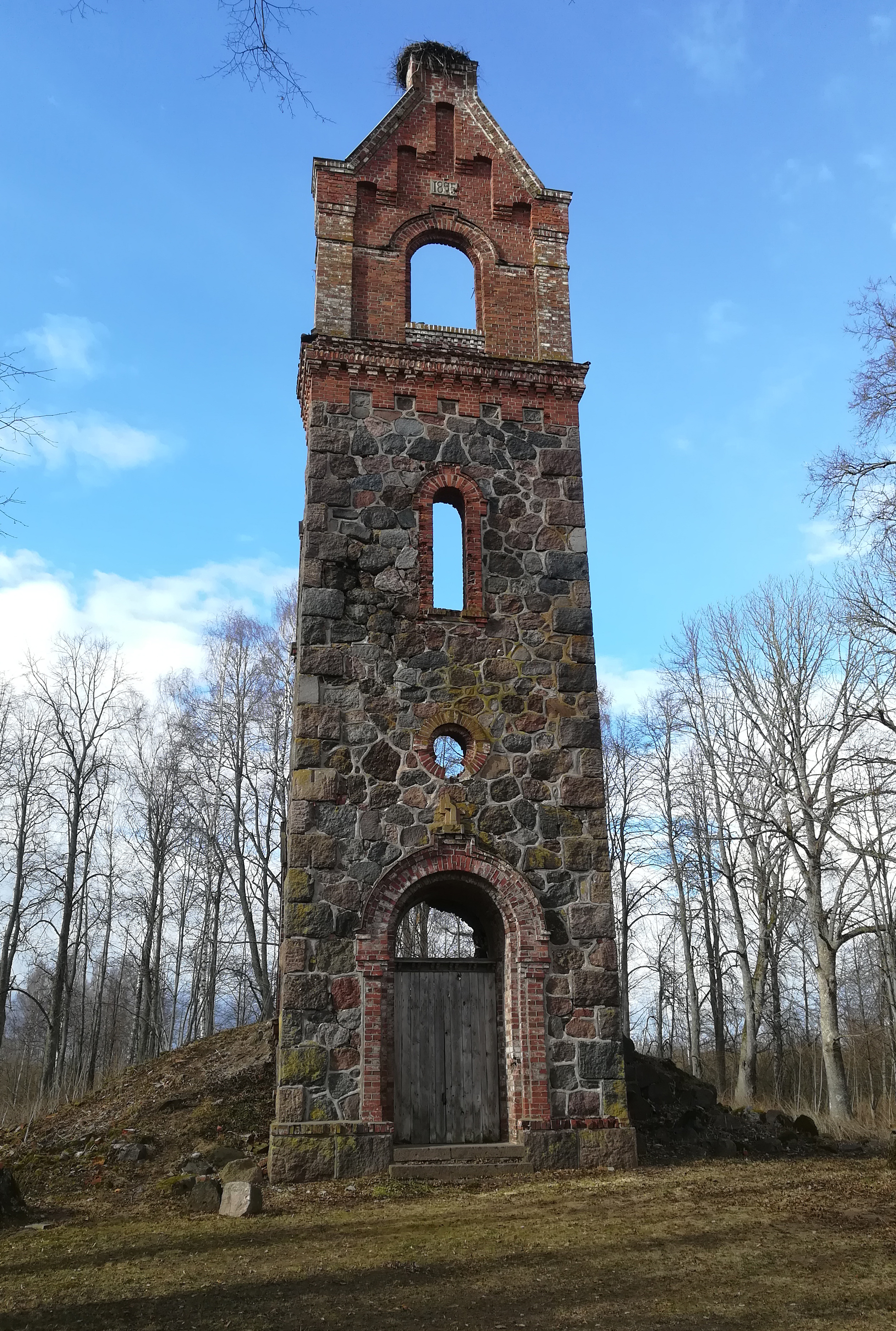
Руины Мехикоормаской лютеранской церкви
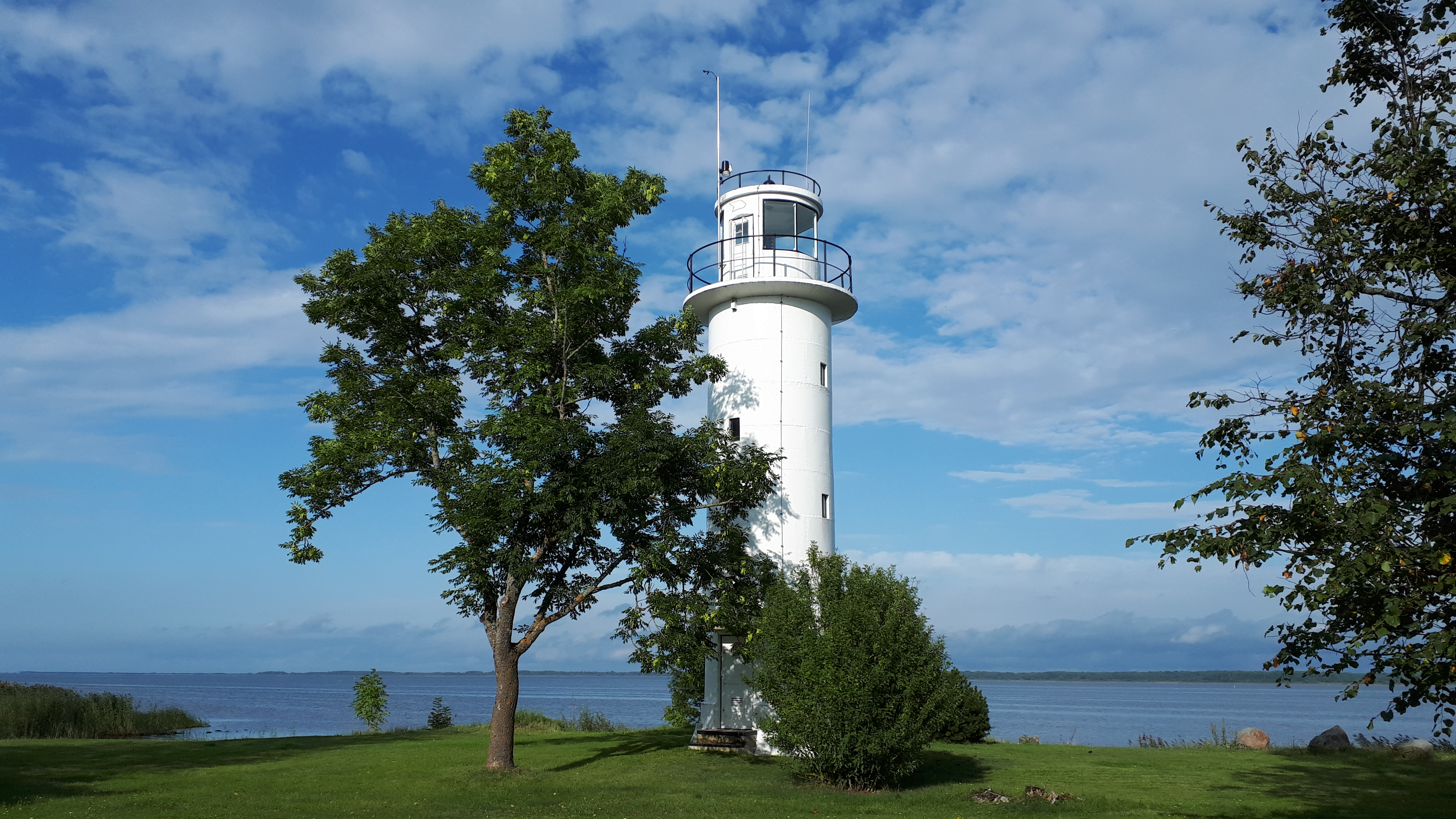
Маяк Мехикоорма

## Комментарии
1. ↑  Эстонские топонимы, оканчивающиеся на -а, не склоняются и не имеют женского рода (исключение — Нарва)[7].